# Escola Secundária de Peniche
A Escola Secundária de Peniche (conhecida anteriormente por Escola Industrial e Comercial de Peniche) é um estabelecimento de ensino secundário localizado em Peniche, Portugal, sendo a única escola desta categoria no concelho. A sua inauguração remonta a 1959.

## Descrição e história
A escola situa-se na Avenida 25 de Abril, em Peniche.
Através da ação de António da Conceição Bento, que após uma reunião com um dos responsáveis da Junta Nacional de Construções, conseguiu incluir o concelho no plano nacional de construções do 1º Plano de Fomento (1953-1958). O concurso para o edifício foi lançado a Agosto de 1956, possuindo um orçamento de 6900 contos (aproximadamente 34 mil euros). A construção adaptou as instalações da antiga fábrica "La Paloma", espaço que tinha sido adquirido pela Câmara Municipal três anos antes. A inauguração da Escola Industrial e Comercial de Peniche, a 13 de Dezembro de 1959, contou com a presença do Ministro das Obras Públicas Eduardo de Arantes e Oliveira e do Subsecretário de Estado da Educação Nacional Baltazar Rebelo Sousa. Entre 1979 e 1999, a escola passaria por uma série de mudanças, perdendo a sua parte de escola profissionalizante e centrando-se no ensino secundário, tendo o seu nome sido alterado para Escola Secundária de Peniche.
A escola chegou a estar sob um processo de classificação, mas este acabou por caducar, por o processo não ter sido terminado dentro dos prazos.